# Малые Новосёлки (Львовская область)
Малые Новосёлки (укр. Малі Новосілки) — село в Шегининской сельской общине Яворовского района Львовской области Украины.
Население по переписи 2001 года составляло 148 человек. Почтовый индекс — 81325. Телефонный код — 3234.